# Mihail Prohorov Alapítvány
A Mihail Prohorov Alapítvány (oroszul: Фонд Михаила Прохорова, Fond Mihaila Prohorova) alapítványi formában működő nem-kormányzati szervezet (NGO) Oroszországban. A kulturális területen működő alapítványt 2004-ben alapította Mihail Dmitrijevics Prohorov orosz üzletember, milliárdos és nővére, Irina Dmitrijevna Prohorova irodalomtörténész, szerkesztő. 

## Bemutatása
Az alapítvány célja az oroszországi régiók kultúrájának fejlesztése, a helyi közösségek intellektuális szintjének és kreatív képességének emelése. Tevékenységének központja és egyik székhelye a milliós népességű szibériai nagyváros, Krasznojarszk.
A szervezet regionális munkastratégiával rendelkezik: az egyes régiókra vonatkozó programjaiban figyelembe veszi az adott terület történelmi és kulturális sajátosságait. Olyan szövetségi és nemzetközi projektek megvalósítására is összpontosít, amelyek célja az orosz kultúra bekapcsolása a globális kulturális térbe.
Az alapítvány – megfogalmazása szerint – kreatív laboratóriumként közreműködik új kulturális technológiák létrehozásában, hozzá kíván járulni a kreatív, vállalkozó szellemű generációk felneveléséhez. Tevékenysége kiterjed a tudomány, a művelődés és a kortárs művészetek területére. Ezek körében: 
- nyílt támogatási pályázatokat hirdet meg
- egyedi, pályázaton kívüli kulturális kezdeményezéseknek is nyújt anyagi támogatást
- saját projekteket fejleszt és valósít meg

Az alapítvány az első két évben csak Norilszk körzetében működött, 2006-ban terjesztette ki tevékenységét a krasznojarszki régió egészére.

### Struktúrája
- Legfelső vezető szerve a két alapítóból vagy a megbízottjukból álló tanács.
  - Mihail Dmitrijevics Prohorov (1965) orosz üzletember, milliárdos, az alapítvány létesítésekor a Krasznojarszki határterülethez tartozó Norilszk színesfém-bányászati és -feldolgozó vállalatcsoport első embere volt. A Forbes 2020. áprilisi listája szerint a 11. leggazdagabb orosz üzletember, vagyonát 11,2 milliárd USD-ra becsülik[2]
  - nővére, Irina Dmitrijevna Prohorova (1956) irodalomtörténész, lap- és televíziós szerkesztő. A moszkvai Lomonoszov Egyetem bölcsészkarán diplomázott, kandidátusi disszertációját a modern angol irodalom témájából írta. A Новое литературное обозрение, НЛО, (Novoje lityeraturnoje obozrenyije, NLO, jelentése: 'új irodalmi szemle') című lap főszerkesztője, az azonos nevű lap- és könyvkiadó vezetője.
- A kuratórium 9 főből áll, tagjai neves irodalmárok, művészek, történészprofesszorok és a Krasznojarszki határterület kormányának képviselői.
- A szakértői tanács 4 főből áll, vezetője a társalapító, Irina Prohova.
- Az igazgatóság koordinálja az alapítvány munkájának minden területét, irányítja és ellenőrzi a költségvetési források elköltését, figyelemmel kíséri a projektek hatékonyságát, elkészíti a hivatalos jelentéseket.

Az alapítvány két központi irodája (székhelye) Moszkvában és Krasznojarszkban van. A moszkvai iroda végrehajtó (ügyvezető?) igazgatója a társalapító Irina Prohorova lánya, Irina V. Prohorova.

## Legfontosabb projektjeiből
Az alapítvány fennállása első tíz évében több mint 30 saját projektet indított és valósított meg, melyek egy része évente került megrendezésre és a 2020-as évek elején is él. A tíz év alatt összesen több mint két milliárd rubelt fordítottak jótékony célra.
- 2007-ben a szervezet könyvvásárt alapított Krasznojarszkban. Azóta az évente novemberben tartott Krasznojarszki Könyvkultúra Vásár a szibériai nagyváros kiemelkedő kulturális eseménye és a könyves szakma egyik legnagyobb országos találkozója lett, melyet már a regionális- és a városvezetéssel közösen rendeznek meg.[5]
- 2009 óta évente rendezik meg a szervezet által alapított és finanszírozott NOSZ-díj (НОС,  Новая словесность, Novaja szlovesznoszty) irodalmi díj eseménysorozatát. A díjat Gogol születésének 200. évfordulóján (és legismertebb novellájára, Az orra is emlékeztetve) alapították a jelenlegi orosz nyelvű széppróza új irányzatainak felkarolására.[6]
- Az alapítvány tevékenységének fontos területe a színházi kultúra színvonalának emelése. Ennek jegyében rendezik meg Krasznojarszk központi színházában nyár végén az immár hagyományos színházi fesztivált, melyre az ország vezető színházainak újszerű produkcióit hívják meg. A fesztivál célja, hogy megismertesse a nézőkkel az új színházi törekvéseket és csökkentse a szibériai régió kulturális elszigeteltségét.[7]
- A könyvtáraknak meghirdetett országos pályázatukra (témája: A könyvtárak új szerepe az oktatásban) évente több száz pályamunka érkezik az ország különböző városaiból. 2018-ban például a beérkezett kb. 400 pályamunkából 68 könyvtár nyert a pályázaton.[8]
- 2021. májusban első ízben rendezték meg – és évente ismételni kívánják – a „Lokális történelmek” elnevezésű virtuális történelmi fesztivált, melyen részt vettek Krasznojarszkon kívül több nagyváros történészei, illetve bemutatkoztak helyi alkotói közösségek produkciói.[9]

Ezenkívül kiadók pályázhatnak támogatásra kortárs orosz szerzők irodalmi műveinek idegen nyelvű kiadásához. Ösztöndíjakkal segítik a régiók, különösen Krasznojarszk egyetemi hallgatóinak, fiatal tanárainak tudományos konferenciákra utazását, továbbképzését.